# أحمد محمد الحبيشي
أحمد محمد علي الحبيشي صحفي وسياسي يمني. ولد في 26 مارس عام 1951 في عدن. تلقى تعليمه الابتدائي والثانوي في مدينة عدن. نال شهادة الباكالوريوس من جامعة بغداد عام 1978 بدرجة امتياز. ترأس منظمة الصحفيين اليمنيين في المحافظات الجنوبية من 1986 حتى 1990. وكان سكرتيراً لتحرير صحيفة الثوري من 1978 حتى 1980. ورئيساً لمجلس إدارة وكالة أنباء عدن 1986-1990. انتخب عضواً لمجلس الشعب الأعلى في 1987 (البرلمان). وأصبح عضواً في مجلس النواب اليمني البرلمان بعد قيام الوحدة. وترأس تحرير صحيفة الوحدة (1990-1994) وعين مديراُ عاماً لمؤسسة الثورة للصحافة والطباعة والنشر - صنعاء، ثم رئيساً لتحرير وصحيفة 22 مايو، وكذلك صحيفة ومؤسسة 14 أكتوبر وحاليا رئيس المركز الاعلامي لحزب الموتمر الشعبي العام ومستشارا اعلاميا للمجلس السياسي الأعلى. صدر له ديوان بعنوان "الرحلة إلى نقطة البداية"، وكتاب "الوحدة اليمنية وطوق الايديولوجيا"، وله مشاركة صغيرة على مستوى القصيدة الغنائية.